# 宽叶金粟兰
宽叶金粟兰（学名：Chloranthus henryi）是金粟兰科金粟兰属的植物，为中国的特有植物。分布于中国大陆的湖北、江西、陕西、福建、贵州、四川、甘肃、广东、广西、湖南、浙江、安徽等地，生长于海拔750米至1,900米的地区，常生于山坡林下荫湿地和路边灌丛中，目前尚未由人工引种栽培。

## 别名
大叶及已（通称） 四块瓦（广西） 四叶对、四大金刚、四大天王

## 异名
- Chloranthus henryi Hemsl. var. hupehensis (Pamp.) K. F. Wu
- Chloranthus hupehensis Pamp.